# ركلة سوكر

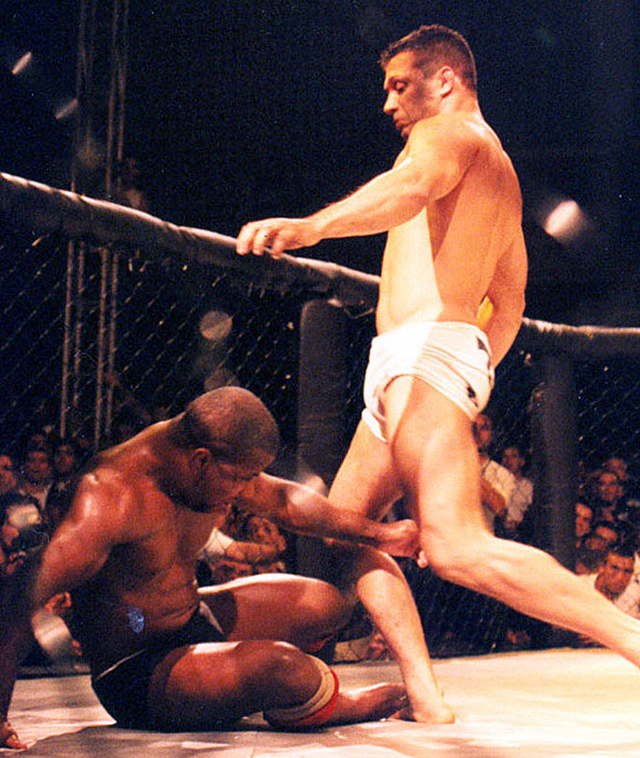
رلكة سوكر من رينزو غراسي إلى أوجينيو تاديو في نزال فالي تودو في عام 1997.

ركلة سوكر (بالإنجليزية: Soccer kick)‏ في رياضات بوروريسو وشوت فايتنغ، وكما تيرو دي ميتا في فالي تودو، هي إشارة إلى ركلة مشابهة للركلات المستخدمة في كرة القدم.

## وصلات خارجية
- ماوريسيو روا يقوم بتعليم ركلة سوكر المميزة للملاكمة الخريفية على رأس الخصم الذي سقط